# Władysław Markiewicz-Dowbor
Władysław Wincenty Markiewicz (ur. 15 grudnia 1883 w Łomży, zm. wiosną 1940 w Charkowie) – pułkownik lekarz Wojska Polskiego, doktor wszech nauk lekarskich, chirurg, ofiara zbrodni katyńskiej.

## Życiorys
Urodził się 15 grudnia 1883 w Łomży, ówczesnej stolicy guberni łomżyńskiej, w rodzinie Wiktora i Stanisławy z Michałowskich. W latach 1896–1898 uczęszczał do gimnazjum w Łomży, a w latach 1898–1904 do gimnazjum w Symferopolu. Absolwent Uniwersytetu Charkowskiego. W 1910 uzyskał dyplom lekarski. Pracował w szpitalu „Sawicz” w Wilnie.
14 lipca?/27 lipca 1914 został powołany do armii rosyjskiej i wyznaczony na stanowisko młodszego ordynatora 1 szpitala polowego 28 Dywizji Piechoty, w randze tytularnego radcy. 20 lutego 1915 został starszym lekarzem 28 Brygady Artylerii, 56 Brygady Parkowej Artylerii i taborów 28 Dywizji Piechoty. 25 stycznia 1918 w Charkowie został zwolniony z wojska, symulując chorobę.
12 maja 1919 jako ochotnik wstąpił do Armii Polskiej we Francji i został lekarzem II batalionu w 5 pułku strzelców polskich w randze kapitana. Od 23 maja tego roku był naczelnym lekarzem 1 pułku artylerii ciężkiej, który po scaleniu z Wojskiem Polskim został przemianowany na 13 pułk artylerii ciężkiej. 27 sierpnia 1919 został mianowany majorem. 30 października 1919 został zatwierdzony w stopniu majora, nadanym mu w byłej armii gen. Hallera. 6 sierpnia 1920 został zatwierdzony z dniem 1 kwietnia 1920 w stopniu majora, w Korpusie Lekarskim, w grupie oficerów byłej armii gen. Hallera. 11 lutego 1921 został szefem sanitarnym 13 Dywizji Piechoty. 20 maja 1921 został przeniesiony do Centralnej Szkoły Kawalerii w Grudziądzu na stanowisku starszego lekarza szkoły, pozostając jednocześnie oficerem nadetatowym 8 batalionu sanitarnego w Toruniu. 3 maja 1922 został zweryfikowany w stopniu majora ze starszeństwem z dniem 1 czerwca 1919 i 22. lokatą w korpusie oficerów sanitarnych, grupa lekarzy. 31 marca 1924 prezydent RP nadał mu stopień podpułkownika ze starszeństwem z dnia 1 lipca 1923 i 9. lokatą w korpusie oficerów sanitarnych, grupa lekarzy. Od 1 października do 5 listopada 1928 pełnił służbę w sezonowym Szpitalu Wojskowym w Ciechocinku na stanowisku ordynatora. W listopadzie 1928 ogłoszono jego przeniesienie z Centrum Wyszkolenia Kawalerii do Szpitala Obszaru Warownego „Wilno” w Wilnie na stanowisko komendanta. 12 marca 1933 został awansowany do stopnia pułkownikia ze starszeństwem z dniem 1 stycznia 1933 i 1. lokatą w korpusie oficerów sanitarnych, w grupie lekarzy. 31 stycznia 1934 został przeniesiony z korpusu oficerów sanitarnych, grupa lekarzy do korpusu oficerów sanitarnych. 7 kwietnia 1934 został wyznaczony na stanowisko szefa sanitarnego Korpusu Ochrony Pogranicza. Swoje obowiązki wykonywał w Dowództwie KOP w Warszawie przy ulicy 6 Sierpnia 35. Z dniem 31 maja 1938 został przeniesiony w stan spoczynku. Mieszkał w Warszawie przy ulicy Mianowskiego 3 m. 2.
Był żonaty z Adalteską z Majewskich, dzieci nie miał.
W nieznanych okolicznościach, po agresji ZSRR na Polskę (17 września 1939), dostał się do niewoli sowieckiej i został osadzony w obozie jenieckim w Starobielsku. Wiosną 1940 został zamordowany przez funkcjonariuszy NKWD w Charkowie i potajemnie pogrzebany w bezimiennej mogile zbiorowej w Piatichatkach, gdzie od 17 czerwca 2000 mieści się oficjalnie Cmentarz Ofiar Totalitaryzmu w Charkowie. Figuruje na tzw. liście Gajdideja (poz. 2193).
Postanowieniem nr 112-48-07 Prezydenta RP, Lecha Kaczyńskiego z 5 października 2007 został pośmiertnie mianowany na stopień generała brygady. Awans został ogłoszony 9 listopada 2007 w Warszawie, w trakcie uroczystości „Katyń Pamiętamy – Uczcijmy Pamięć Bohaterów”.

## Ordery i odznaczenia
- Krzyż Oficerski Orderu Odrodzenia Polski – 11 listopada 1937 „za zasługi w służbie ochrony pogranicza”[28]
- Krzyż Walecznych dwukrotnie[6] (nr 19188 po raz pierwszy w 1921[29][30])
- Złoty Krzyż Zasługi – 19 marca 1931 „za zasługi na polu wiedzy lekarskiej i lecznictwa w wojsku”[31]
- Medal Pamiątkowy za Wojnę 1918–1921[32]
- Medal Dziesięciolecia Odzyskanej Niepodległości[32]
- Odznaka Honorowa Polskiego Czerwonego Krzyża II stopnia (1935)[33]
- Order Świętej Anny 2 stopnia[3]
- Order Świętej Anny 3 stopnia[3]
- Order Świętego Stanisława 3 stopnia[3]